# Augustinus und der Knabe am Meer

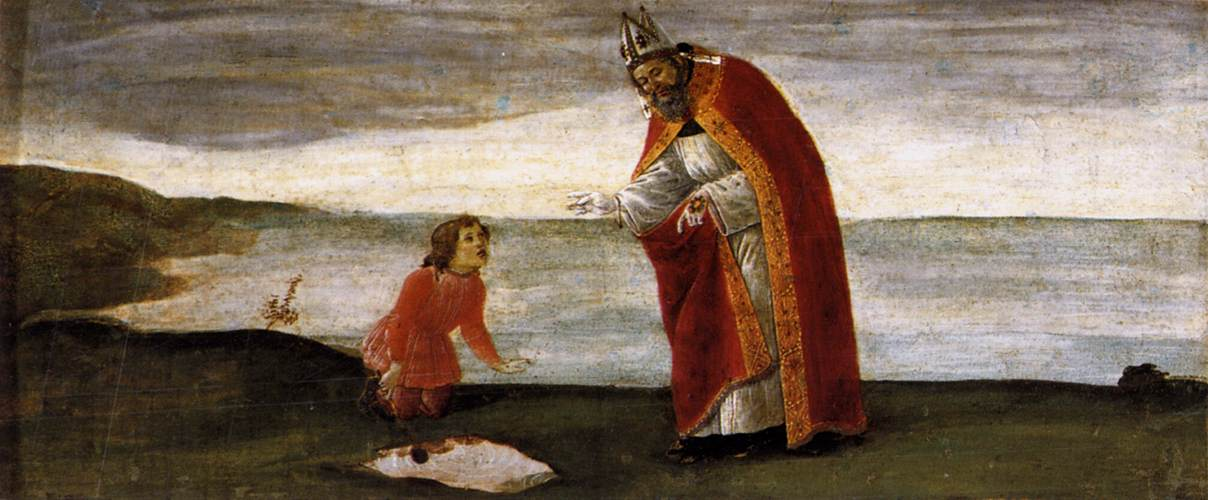
Sandro Botticelli: Augustinus und der Knabe am Meer, Predella des Barnabas-Altars, 1487

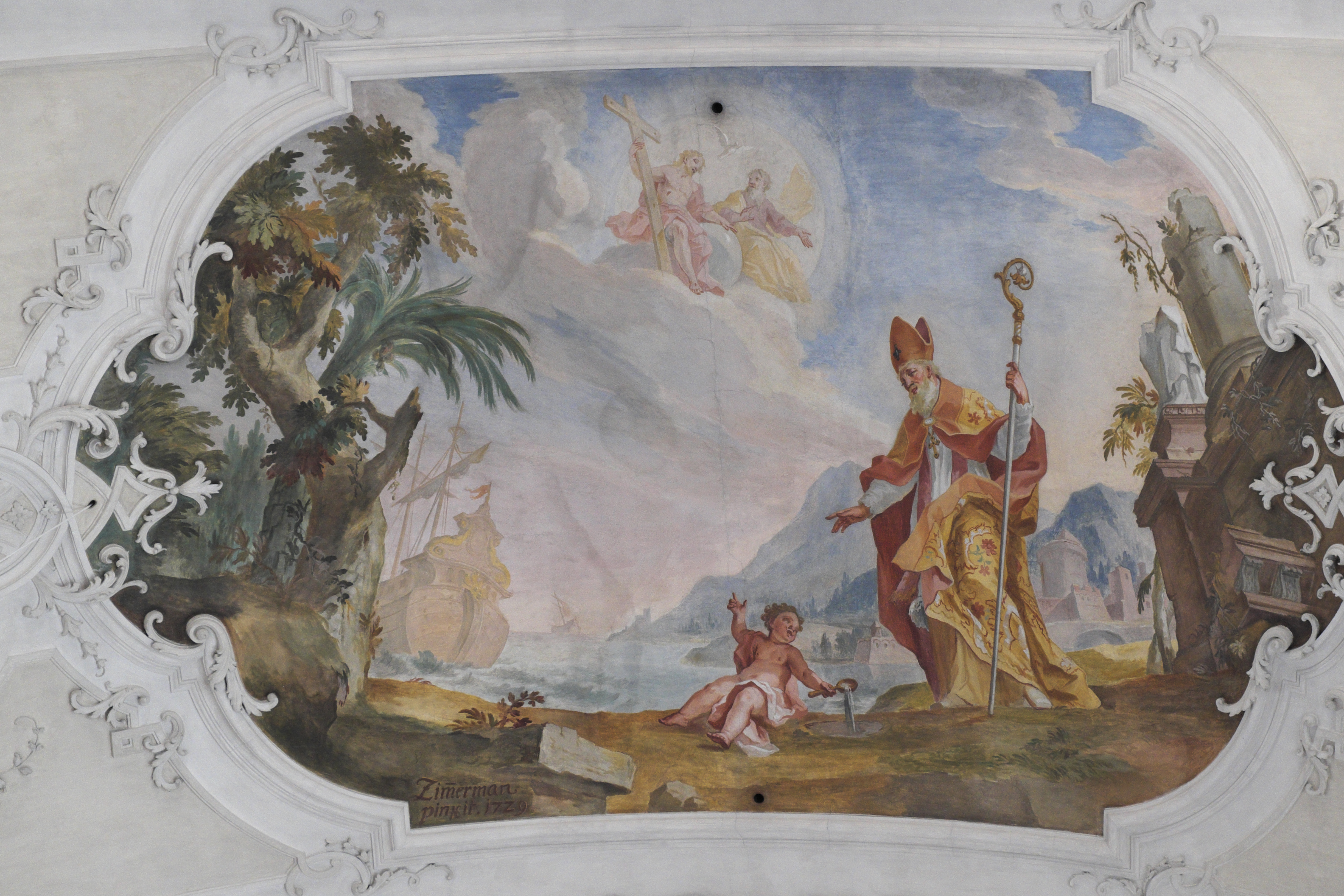
Johann Baptist Zimmermann: Augustinus und der Knabe am Meer, Fresko in St. Peter und Paul (Weyarn), 1729

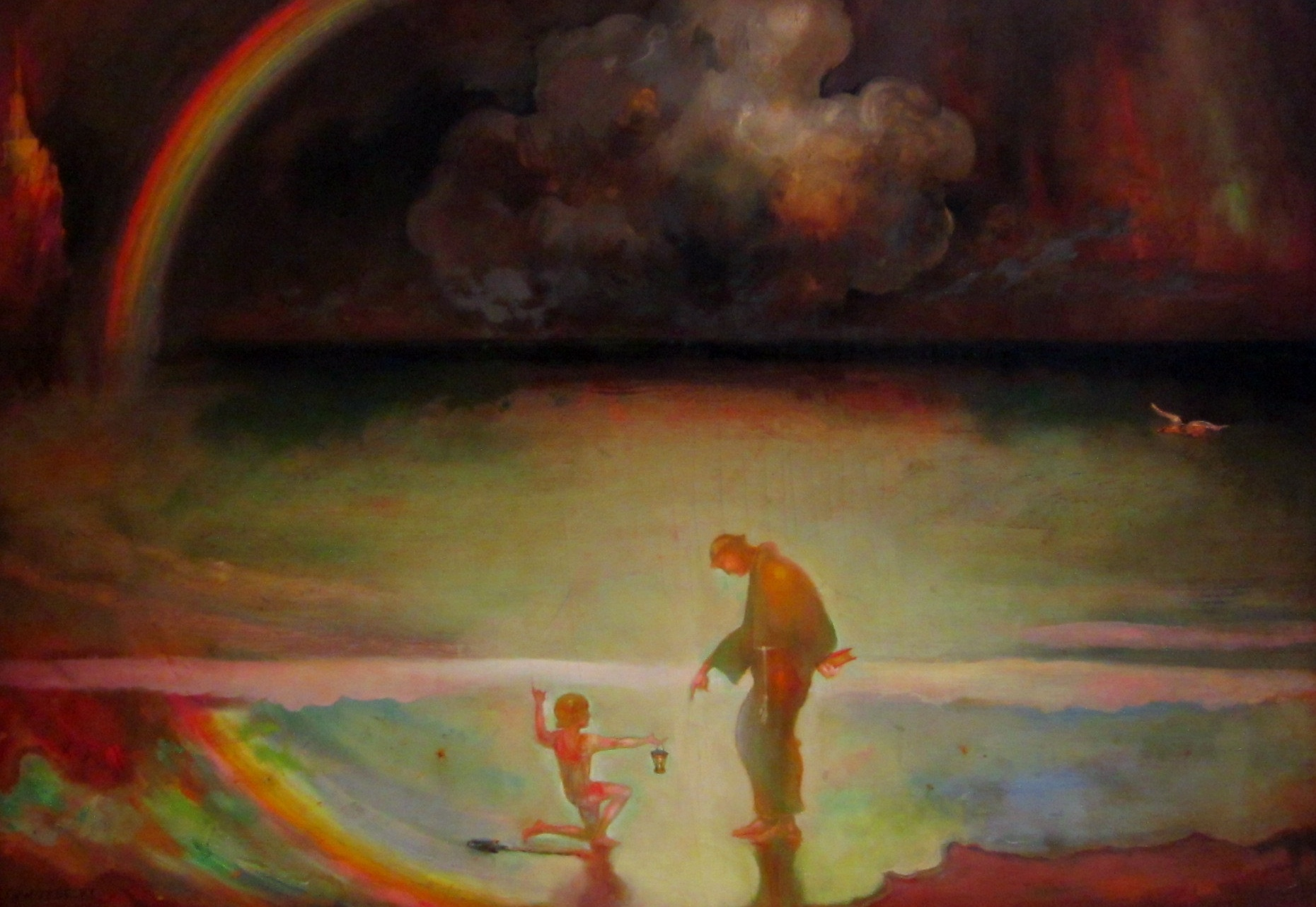
Gustaw Gwozdecki (1880–1935): Augustinus und der Knabe am Meer

Die Legende von Augustinus und dem Knaben am Meer ist eine bekannte Erzählung aus dem Leben des hl. Augustinus von Hippo (354–430). Schriftlich belegt ist sie erst ab dem 14. Jahrhundert. Sie wurde schon von den Bollandisten des 18. Jahrhunderts als unhistorisch erkannt. Ihre Kraft als Parabel bewährt sich jedoch bis heute.

## Herkunft
Laut Roland Kany wurde die Episode ähnlich auch über andere Theologen erzählt, bevor sie exklusiv mit Augustinus verbunden wurde. Diese Verbindung schuf Kany zufolge der Augustiner-Chorherr Thomas von Cantimpré um 1260. In ausgeführter Form findet sich die Erzählung erstmals im Catalogus Sanctorum des Bischofs Petrus de Natalibus um 1370. Danach wurde sie zum festen Bestandteil der Augustinusbiografien. Dabei wurden Ort und Zeitpunkt des Geschehens zum Gegenstand der Rivalität zwischen Augustiner-Chorherren und Augustiner-Eremiten. Während die Einen das Ereignis in Centumcellae (Civitavecchia) lokalisierten und in die Zeit zwischen Augustinus’ Bekehrung und seiner Rückkehr nach Afrika (388) datierten, verlagerten es die Anderen an den Strand von Hippo Regius und in die Zeit der tatsächlichen Entstehung des Buchs über die Dreifaltigkeit (nach 400).

## Text um 1370
| Lateinisches Original | Übersetzung |
| Fertur de eo, quod quum librum de Trinitate compilare cogitasset, transiens juxta litus, vidit puerum, qui foveam parvam in litore fecerat, et cochlea aquam de mari haustam in foveam mittebat. Et quum Augustinus puerum interrogasset, quid faceret: respondit puer, quod mare disposuerat cochlea exsiccare, et in foveam illam mittere. Quumque hoc Augustinus impossibile esse diceret, et simplicitatem pueri rideret: puer ille ei dixit, quod possibilius sibi esset hoc perficere, quam Augustino minimam partem mysteriorum Trinitatis in libro suo explicare, assimilans foveam codici, mare Trinitati, cochleam intellectui Augustini: quo dicto puer disparuit. Augustinus autem ex hoc se humiliavit, et librum de Trinitate, oratione præmissa, utquumque potuit, compilavit. | Man erzählt von ihm, dass er, zu der Zeit, als er das Buch über die Dreifaltigkeit vorbereitete, an einem Strand entlangging. Da erblickte er einen Knaben, der eine kleine Grube im Sand gemacht hatte und mit einem Löffel Wasser aus dem Meer schöpfte und in die Grube goss. Als Augustinus ihn fragte, was er da mache, antwortete der Knabe, er habe vor, mit dem Löffel das Meer trockenzulegen und in die Grube zu füllen. Augustinus erklärte, das sei unmöglich, und lächelte über die Einfalt des Knaben. Der aber erwiderte ihm, eher sei es für ihn möglich, das fertigzubringen, als für Augustinus, in seinem Buch auch nur den kleinsten Teil der Geheimnisse der Dreifaltigkeit zu erklären. Und er verglich die Grube mit dem Buch, das Meer mit der Dreifaltigkeit und den Löffel mit dem Verstand des Augustinus. Danach verschwand er. Da ging Augustinus in sich, betete und verfasste danach, so gut er konnte, das Buch über die Dreifaltigkeit. |

## Deutungsaspekte
Im theologischen Diskurs veranschaulicht die Parabel die absolute Transzendenz Gottes gegenüber Vernunft und Wort des Menschen und warnt vor der begrifflichen Eingrenzung seines Mysteriums. Dem steht eine Position gegenüber, die die menschliche Vernunft als geschöpflichen Spiegel des ungeschaffenen Logos auffasst.
In der allgemeinen Sprach- und Erkenntnistheorie ist sie ein Bild für die Skepsis gegenüber jedem realen Bezug zwischen subjektiver Erkenntnis und objektivem Sein.